# Ronde van Nederland 1981
De 21e editie van de Ronde van Nederland ging op 10 augustus 1981 van start in Breda. Na 5 etappes werd op 15 augustus in 's-Heerenberg gefinisht. De ronde werd gewonnen door Gerrie Knetemann.

## Eindklassement
Gerrie Knetemann werd winnaar van het eindklassement van de Ronde van Nederland van 1981 met een voorsprong van 2 minuten en 20 seconden op Hennie Kuiper. De beste Belg was René Martens met een 3e plaats.
| Rang | Renner              | Land      | Tijd       |
| ---- | ------------------- | --------- | ---------- |
| 1    | Gerrie Knetemann    | Nederland | 21u 58'23" |
| 2    | Hennie Kuiper       | Nederland | + 2'20"    |
| 3    | René Martens        | België    | + 2'20"    |
| 4    | Joop Zoetemelk      | Nederland | + 2'42"    |
| 5    | Johan van der Velde | Nederland | + 2'44"    |
| 6    | Jos Schipper        | Nederland | + 2'49"    |
| 7    | Gerrie van Gerwen   | Nederland | + 2'54"    |
| 8    | Herman Vanspringel  | België    | + 2'58"    |
| 9    | Henk Lubberding     | Nederland | + 3'04"    |
| 10   | Jos Lammertink      | Nederland | + 3'10"    |

## Etappe-overzicht
| Etappe  | Van - naar                 | Km       | Etappewinnaar        |
| ------- | -------------------------- | -------- | -------------------- |
| Proloog | Breda                      | 4,8      | Adri van Houwelingen |
| 1       | Noord-Scharwoude - Veendam | 231      | Jos Schipper         |
| 2a      | Veendam - Enter            | 136      | Jan Bogaert          |
| 2b      | Enter                      | 29 (ITT) | Gerrie Knetemann     |
| 3       | Enter - Geldrop            | 206      | Luc De Smet          |
| 4       | Geldrop - Lobith           | 206      | Johan van der Velde  |
| 5a      | Lobith - 's-Heerenberg     | 105      | Sean Kelly           |
| 5b      | 's-Heerenberg              | 21 (TTT) | TI-Raleigh           |

1948 · 1949 · 1950 · 1951 · 1952 · 1953 · 1954 · 1955 · 1956 · 1957 · 1958 · 1959 · 1960 · 1961 · 1962 · 1963 · 1964 · 1965 · 1966 · 1967 · 1968 · 1969 · 1970 · 1971 · 1972 · 1973 · 1974 · 1975 · 1976 · 1977 · 1978 · 1979 · 1980 · 1981 · 1982 · 1983 · 1984 · 1985 · 1986 · 1987 · 1988 · 1989 · 1990 · 1991 · 1992 · 1993 · 1994 · 1995 · 1996 · 1997 · 1998 · 1999 · 2000 · 2001 · 2002 · 2003 · 2004 · 2005 · 2006 · 2007 · 2008 · 2009 · 2010 · 2011 · 2012 · 2013 · 2014 · 2015 · 2016 · 2017 · 2018 · 2019 · 2020 · 2021 · 2022 · 2023 · 2024